# Marumbi
Marumbi är en kommun i Brasilien.   Den ligger i delstaten Paraná, i den södra delen av landet, 1 000 km söder om huvudstaden Brasília. Antalet invånare är 4 599.
Omgivningarna runt Marumbi är en mosaik av jordbruksmark och naturlig växtlighet. Runt Marumbi är det ganska glesbefolkat, med 22 invånare per kvadratkilometer.